# Rue de l'Équerre (Reims)
Pour les articles homonymes, voir Rue de l'Équerre.
La rue de l'Équerre est une rue de la commune de Reims, dans le département de la Marne, en région Grand Est.

## Situation et accès
La rue de l'Équerre est comprise entre la rue Gambetta et la rue de Venise. La rue appartient administrativement au Quartier Barbâtre - Saint-Remi - Verrerie.
La rue de l'Équerre « débouche » sur la rue Gambetta nommée « la voie des sacres ».

## Origine du nom
La rue est baptisée « rue de l'Équerre » en raison de sa forme.

## Historique
La rue était déjà connue en 1794, ouverte sur les terres de Saint-Pierre les Dames. Les Dames de Sainte Claire y avaient leur maison en 1875. Lors des fouilles réalisées (2000 à 2003) avant la création de la résidence « Les Jardins de l'Abbaye » (no 14 à 22), un atelier de poterie, un atelier de verrier et un atelier de tissage ont  été découverts et confirmé la présence d’une voie antique.

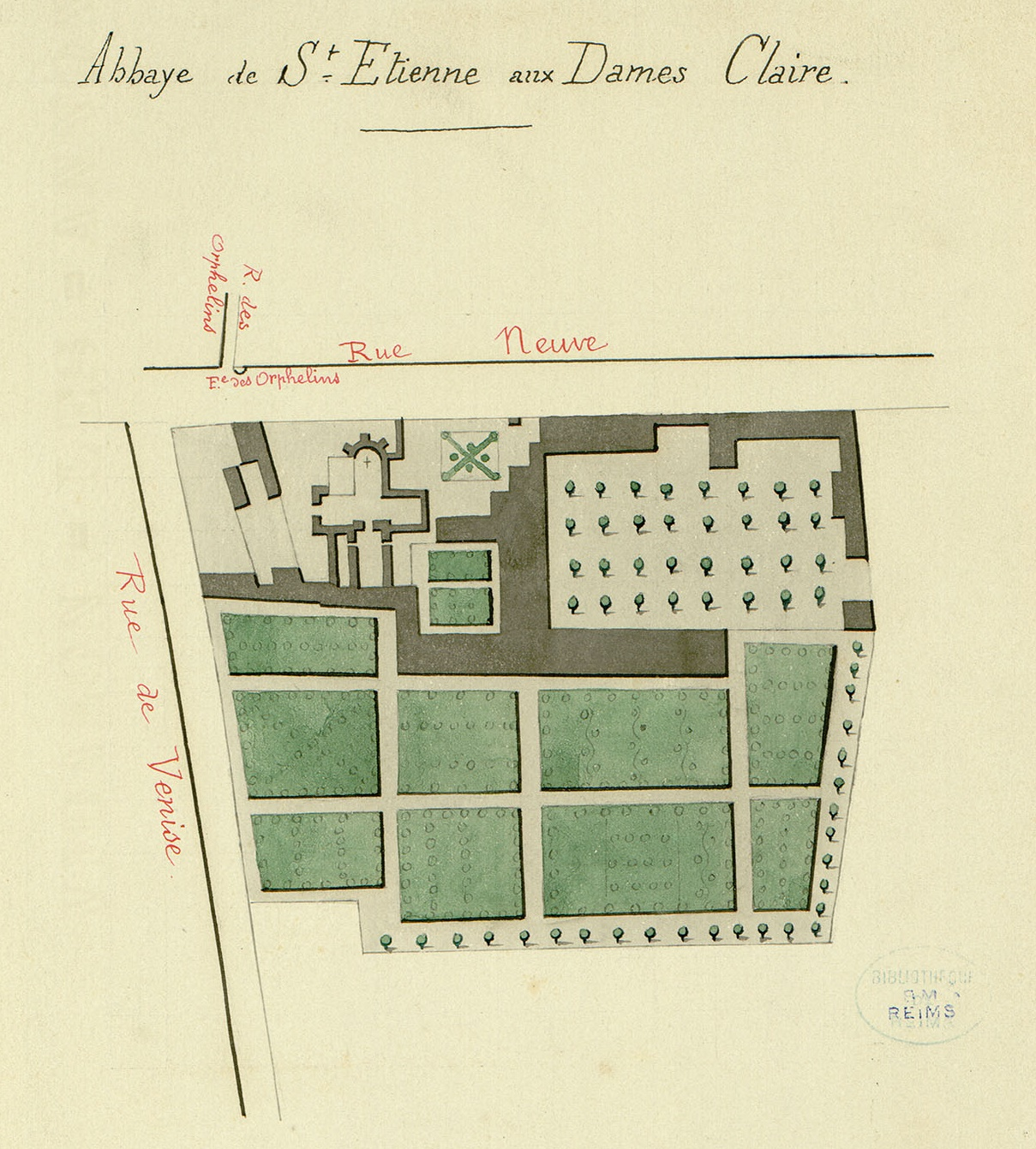
Plan de l'abbaye st-Etienne à Reims.
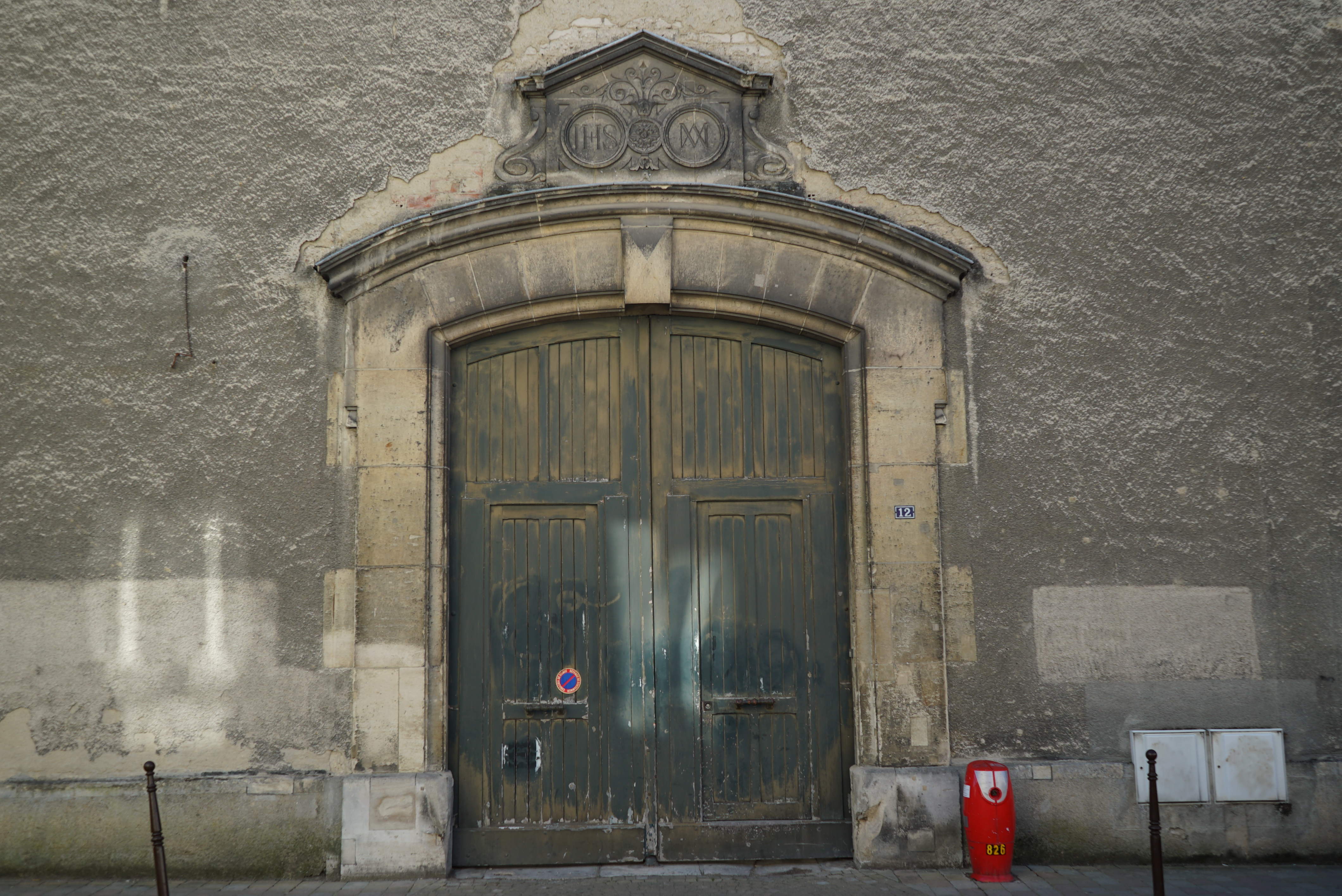
portail ancien sur rue.

## Bâtiment remarquable
- no 12 la maison des pères (fin XVIIe) rénovée en 2007 est caractéristique des constructions pré-révolutionnaire[2].